# Apolinario Torres Grijalva
Rusbelt Apolinario Torres Grijalva es un Abogado y político peruano. Fue alcalde del distrito de Santa Ana de Tusi entre 2015 y 2018.
Nació en el distrito de Santa Ana de Tusi, provincia de Daniel Alcides Carrión, departamento de Pasco, Perú, el 19 de septiembre de 1978, hijo de Apolinario Torres Usuriaga y Clanda Julia Grijalva Gonzales. Cursó sus estudios primarios y secundarios en su ciudad natal. Entre 1996 y 2001 cursó estudios superiores de derecho en la Universidad Peruana Los Andes de la ciudad de Huancayo.
Su primera participación política se dio en las elecciones municipales del 2010 en las que es postuló al cargo de alcalde del distrito de Santa Ana de Tusi por el Partido Aprista Peruano. En las elecciones municipales del 2014 fue elegido para ese cargo por el movimiento Pasco Dignidad. Ante la prohibición de reelección de las autoridades ediles, participó en las elecciones regionales del 2018 como candidato a vicegobernador del Gobierno Regional de Pasco junto al candidato a gobernador regional Rudy Callupe Gora quedando en segundo lugar tras perder en segunda vuelta.